# Metoděj Řihák
Metoděj Řihák SJ (7. července 1885 Roštění – 26. ledna 1934 Praha-Bubeneč) byl římskokatolický kněz, který byl v letech 1925–1928 viceprovinciálem a následně do roku 1929 prvním československým provinciálem Tovaryšstva Ježíšova.

## Studium
Nejprve chodil do školy v Kroměříži, kde pak také studoval Arcibiskupské klasické gymnázium. Při častých poutích na Svatý Hostýn poznal jezuity a po sextě se rozhodl zažádat o vstup do noviciátu řádu. V roce 1901 tak odešel na Velehrad. Po složení prvních slibů odjel studovat rétoriku do Rakouska, kde pak také dokončil střední školu. Přípravná studia na kněžství začal v roce 1907 studiem filosofie v Bratislavě, později studoval na Univerzitě Karlově v Praze a 7. července 1915 tam byl promován na doktora filosofie.
Studiu teologie se pak věnoval opět v Rakousku na řádové jezuitské univerzitě, v roce 1918 byl v Innsbrucku vysvěcen na kněze. Poté učil na Arcibiskupském gymnáziu v Praze-Bubenči.
| „                                      | Jako profesor byl mužem neobyčejného nadání a železné píle. Od svých žáků žádal až neúprosně samostatnou a vytrvalou práci. | “ |
| — Metoděj Řihák očima svých vrstevníků | |   |

## Prvním představeným Československé provincie
V roce 1925 se nejprve stal představeným Československé viceprovincie. Ta byla 25. prosince 1928 povýšena na provincii a Metoděj Řihák se tak jako první ujal funkce jejího provinciála. Po skončení v úřadu se v roce 1929 vrátil do bubenečského gymnázia.
„Kromě toho, že byl P. Řihák výborným profesorem, byl vždy i apoštolsky horlivým knězem. Nebylo prázdnin ve škole, které by nevěnoval nějaké apoštolské činnosti. Dával exercicie, ale i po farnostech misie,“ píše pozdější provinciál řádu Jan Pavlík. Na zdraví však podle něj příliš opatrný nebyl a nerad se řídil radami lékařů. O Velikonocích roku 1932 se u něj projevilo ochrnutí svalů. Lékaři se snažili najít vhodnou léčbu, Řihák odjel také do lázní. Od září 1933 mu bylo „na jeho důtklivou prosbu“ povoleno začít učit, ale již koncem září musel školu definitivně opustit.
Pobýval dále v bubenečské koleji, přes lékařskou péči však ochrnutí pokračovalo. Koncem ledna roku 1934 Metoděj Řihák zemřel ve věku 48 let.